# Jakob Sabar
Jakob Sabar (madžarsko Szabár Jakab) rimokatoliški župnik v Prekmurju in nabožni pisatelj, hrvaškega rodu * 15. julij 1802 ali 1803, Horvátzsidány, † 14. december 1863, Črenšovci.
Sabar se je rodil v Železni županiji, pri Kisegu. Njegov oče je bil Josip Sabar, mati je bila Ilonka Čarič. V družini so govorili gradiščanščino. V Kisegu in Sombotelu je študiral bogoslovje. Za duhovnika je bil posvečen 21. decembra 1826 v Sombotelu. Najprej je bil kapelan na Cankovi, zatem v Turnišču. Njegov pokrovitelj je bil Franc Bernjak, cankovski župnik in dekan Slovenske okrogline. Na Gornji Lendavi (Grad) je bil dušni pastir 25 let, pred tem pastiroval v Kančevcih (1833-1835). Nazadnje od 1859 do 1863 župnikoval je v Črenšovcih.
Sabar je bil na glasu najglasovitejši cerkveni govornik prekmurščino. Spisal je in ostavil pisane propovedi za pol leta, križev pot in vse drugo, kar zahteva cerkveni obred, da se opravlja v prekmurskem književnem jeziku. Sabar žal le naslednik ga je slavil v madžarskem jeziku.